# 厄洛斯
厄洛斯（或译厄罗斯）是希臘神話中的愛與情慾之神。他的罗马同位體是比較多人熟悉的愛神邱比特。一些故事裡面認為他是希腊原始神之一，另一些故事裡他是阿芙蘿黛蒂的兒子，是一群帶有翅膀的神厄洛特斯們之一。

## 崇拜與信仰
厄洛斯在古希臘的來源有以下幾個不同的假設，最早的來源希臘羅馬密教文獻紀載，厄洛斯是形成宇宙的原始神之一，但之後的來源說明了厄洛斯是阿佛洛狄忒的兒子，是一个手拿弓箭的调皮的胖乎乎小男孩，他的金箭射入人心会产生爱情，他的銀箭射入人心会产生憎恶。這個姿態是文藝復興時期丘比特的前身，而更早期的厄洛斯被描述為一個具有性權威的成年男性，也是一位藝術家。

## 原始神
根據所有希臘文獻中最古老的來源：赫西俄德的神谱中描述厄洛斯是在卡俄斯、盖亚、塔耳塔罗斯之後第四個出現的神。
荷马則沒有提到厄洛斯，而一位前苏格拉底哲学家巴门尼德則將厄洛斯納入原始神。
在俄耳甫斯教和厄琉息斯秘仪將厄洛斯作為一個非常早期的神，但不是最早的因為他是夜之女神倪克斯的後代。阿里斯托芬在俄耳甫斯教描述厄洛斯的誕生：
原文：At the beginning there was only Chaos, Night (Nyx), Darkness (Erebus), and the Abyss (Tartarus). Earth, the Air and Heaven had no existence. Firstly, blackwinged Night laid a germless egg in the bosom of the infinite deeps of Darkness, and from this, after the revolution of long ages, sprang the graceful Love (Eros) with his glittering golden wings, swift as the whirlwinds of the tempest. He mated in the deep Abyss with dark Chaos, winged like himself, and thus hatched forth our race, which was the first to see the light
譯文：世界最初只有渾沌卡俄斯，夜晚倪克斯，黑暗厄瑞玻斯，以及深淵塔爾塔羅斯。大地、空氣及天皆未存在。一開始，黑翼的夜晚在無限深的黑暗中生了一顆無胚的卵。經過漫長的時間後，卵中誕生了閃耀金翅的愛厄洛斯，敏捷如暴風中的龍卷。他在黑暗的渾沌中與深淵交合，因而誕生了第一個見到光明的吾族。......

## 藝術上的厄洛斯

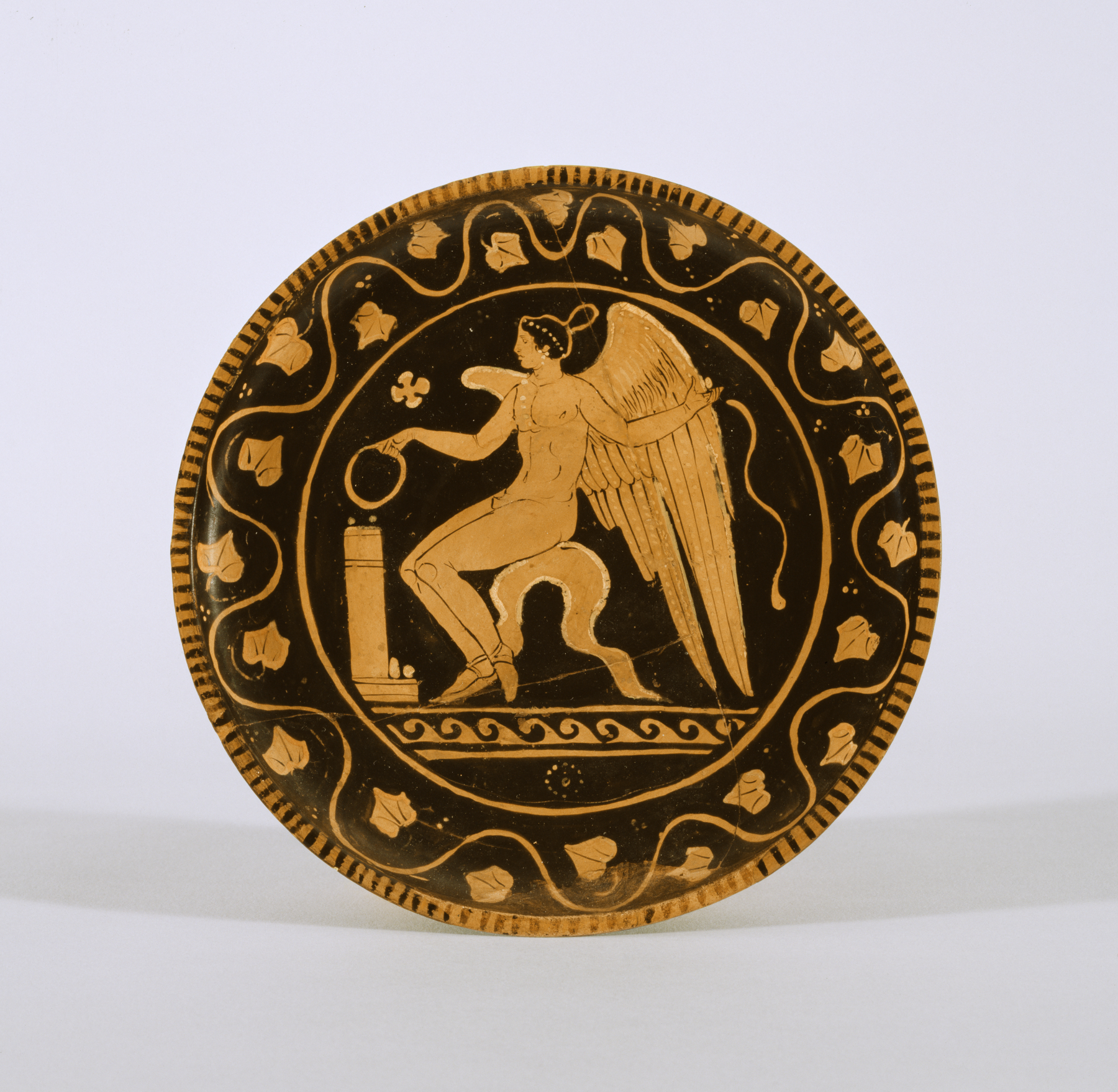
一個紅彩陶器與年輕人型態的厄洛斯，於巴爾的摩瓦爾特斯美術館（英语：Walters Art Museum）（c. 340-320 BC）。
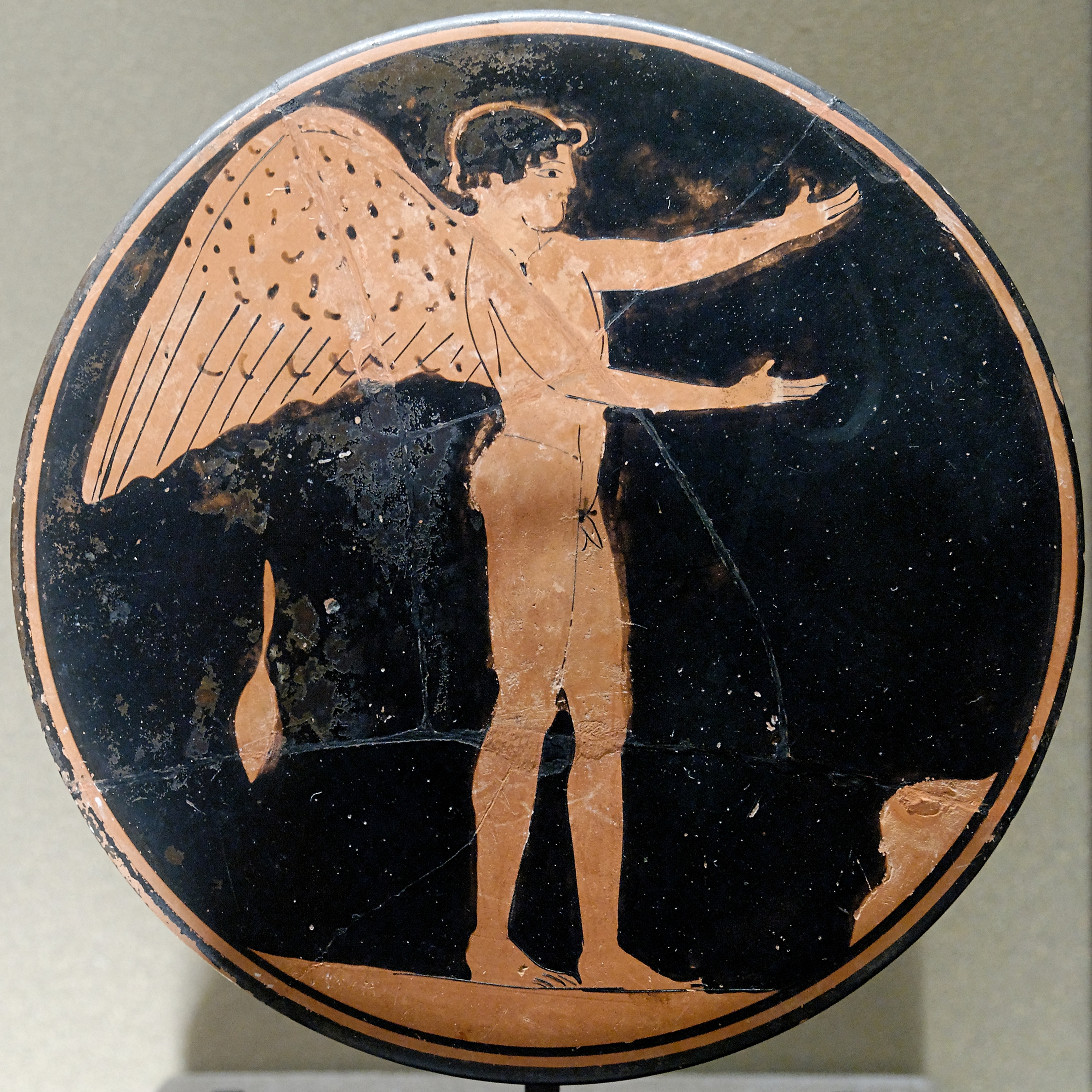
厄洛斯被描繪成一個成年男性，紅彩陶器底部（c. 470–450 BC）。
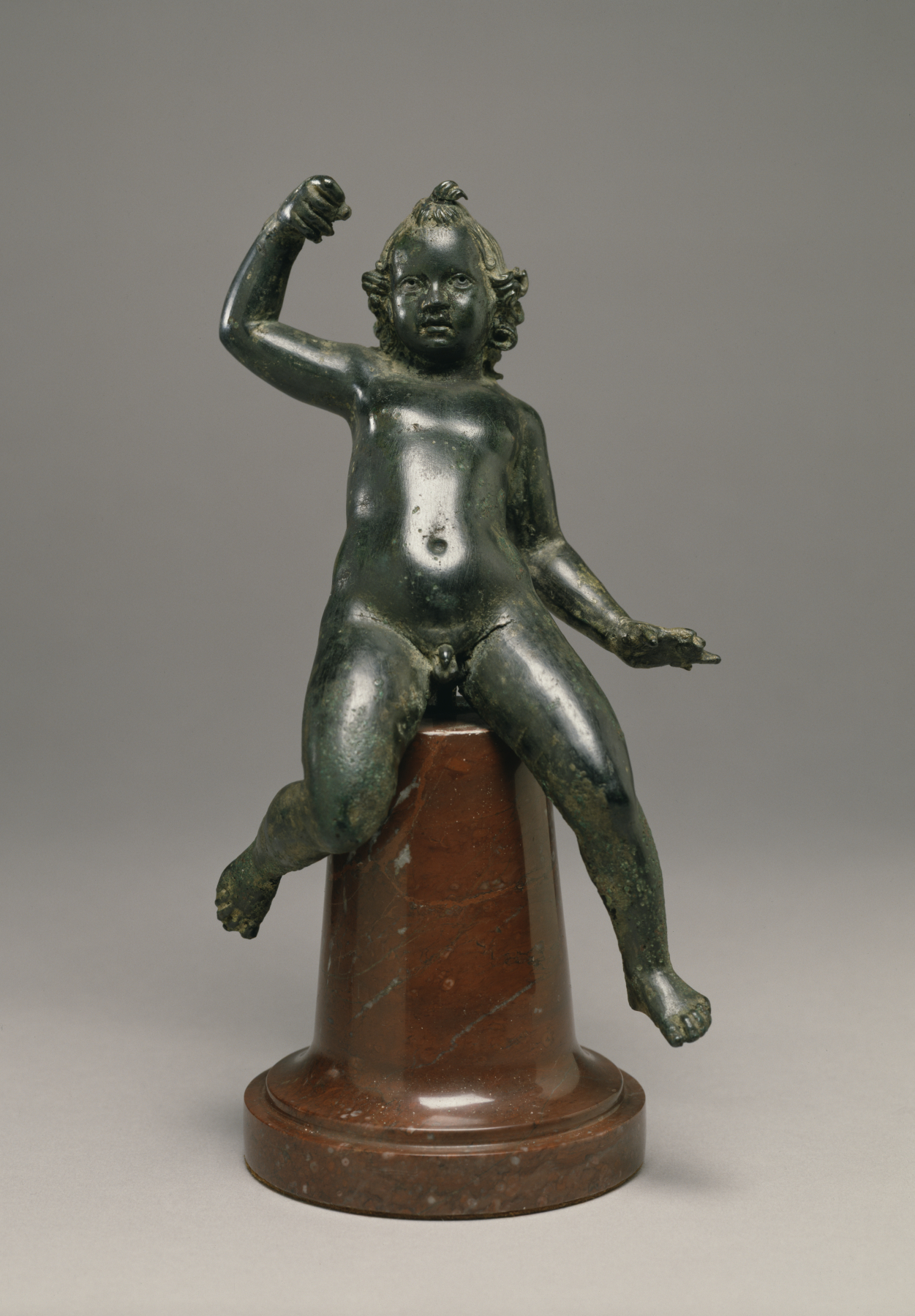
沒有翅膀的厄洛斯，於巴爾的摩瓦爾特斯美術館（英语：Walters Art Museum）。
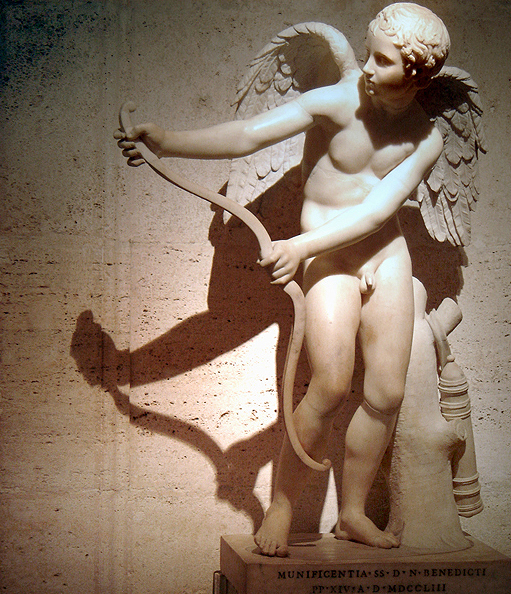
厄洛斯與他的弓，於卡比托利欧博物馆。
普西莎与爱神，安东尼奥·卡诺瓦的作品（1787–1793）。